# Fogo Lacus
Il Fogo Lacus è una struttura geologica della superficie di Titano.